# Station Jeumont
Station Jeumont is een spoorwegstation aan de spoorlijn Creil - Jeumont in de Franse gemeente Jeumont. Het speelde een belangrijke rol omdat het aan de grens met België ligt.
Bij grensoverschrijdende treinen naar België wordt hier van locomotief gewisseld. Om die reden is bij een deel van de sporen de spanning op de bovenleiding omschakelbaar, waardoor Belgisch elektrisch materieel niet geschikt hoeft te zijn voor de Franse spanning. Als een trein vanuit België komt wordt de Belgische spanning op de rijdraad gezet. De Belgische trein wordt bij een locwissel afgerangeerd, waarna de Franse spanning op de rijdraad komt. Vervolgens wordt de Franse loc voor de trein gerangeerd, die de trein verder trekt naar zijn eindbestemming.
Sinds het internationale reizigersverkeer voor een groot deel is overgenomen door de Thalys reden er minder internationale reizigerstreinen, en is een deel van het emplacement overbodig geworden. De overbodige sporen zijn opgebroken en voor de vrijkomende ruimte is een andere bestemming gezocht. Een aantal Belgische (inter)lokale treinen vanuit Charleroi en verder reed door tot Jeumont; de reizigers konden dan hier overstappen. Sinds 10 september 2012 zijn deze treinen komen te vervallen. Sinds december 2018 rijdt er weer een passagierstrein over de grens, een intercity Namen-Charleroi-Maubeuge; deze stopt echter niet in Jeumont.
Sinds december 2022 is de IC-trein afgeschaft en rijdt de stoptrein Charleroi-Zuid-Erquelinnes verder naar Maubeuge zonder stop in Jeumont.

## Treindienst
| Serie | Treinsoort | Route                                                                           | Bijzonderheden |
| ----- | ---------- | ------------------------------------------------------------------------------- | -------------- |
| K 60  | TER (SNCF) | Lille-Flandres – Orchies – Valenciennes – Aulnoye-Aymeries – Maubeuge – Jeumont |                |
| P 60  | TER (SNCF) | Valenciennes – Aulnoye-Aymeries – Maubeuge – Jeumont                            |                |